# Поромбка-Івковська
Поромбка-Івковська (пол. Porąbka Iwkowska) — село в Польщі, у гміні Івкова Бжеського повіту Малопольського воєводства.
Населення — 448 осіб (2011).
У 1975-1998 роках село належало до Тарновського воєводства.

## Демографія
Демографічна структура станом на 31 березня 2011 року:
|          | Загалом | Допрацездатний вік | Працездатний вік | Постпрацездатний вік |
| -------- | ------- | ------------------ | ---------------- | -------------------- |
| Чоловіки | 215     | 61                 | 137              | 17                   |
| Жінки    | 233     | 60                 | 137              | 36                   |
| Разом    | 448     | 121                | 274              | 53                   |